# Edward Albert Sharpey-Schafer
Edward Albert Sharpey-Schafer (Hornsey, 2 de junho de 1850 - 29 de março de 1935) foi um fisiologista inglês.
É considerado um dos fundadores da endocrinologia: em 1894 ele descobriu e demonstrou a existência de adrenalina junto com George Oliver, e também cunhou o termo "endócrino" para as secreções das glândulas endócrinas. O método de respiração artificial de Schafer é nomeado por ele.
Schafer cunhou a palavra "insulina" após teorizar que uma única substância do pâncreas era responsável pelo diabetes mellitus.

## Biografia
Edward Albert Schäfer nasceu em Hornsey, Londres, e foi o terceiro filho de James William Henry Schäfer, um comerciante nascido em Hamburgo, que havia chegado à Inglaterra quando jovem e era um cidadão naturalizado. Sua mãe, Jessie Brown, era inglesa. A família morava em Highgate, no noroeste de Londres.
Edward foi educado na Clewer House School. Em 1868 iniciou os estudos de Medicina na University College London, onde foi aluno do eminente fisiologista William Sharpey. Edward tornou-se o primeiro estudioso de Sharpey em 1873.

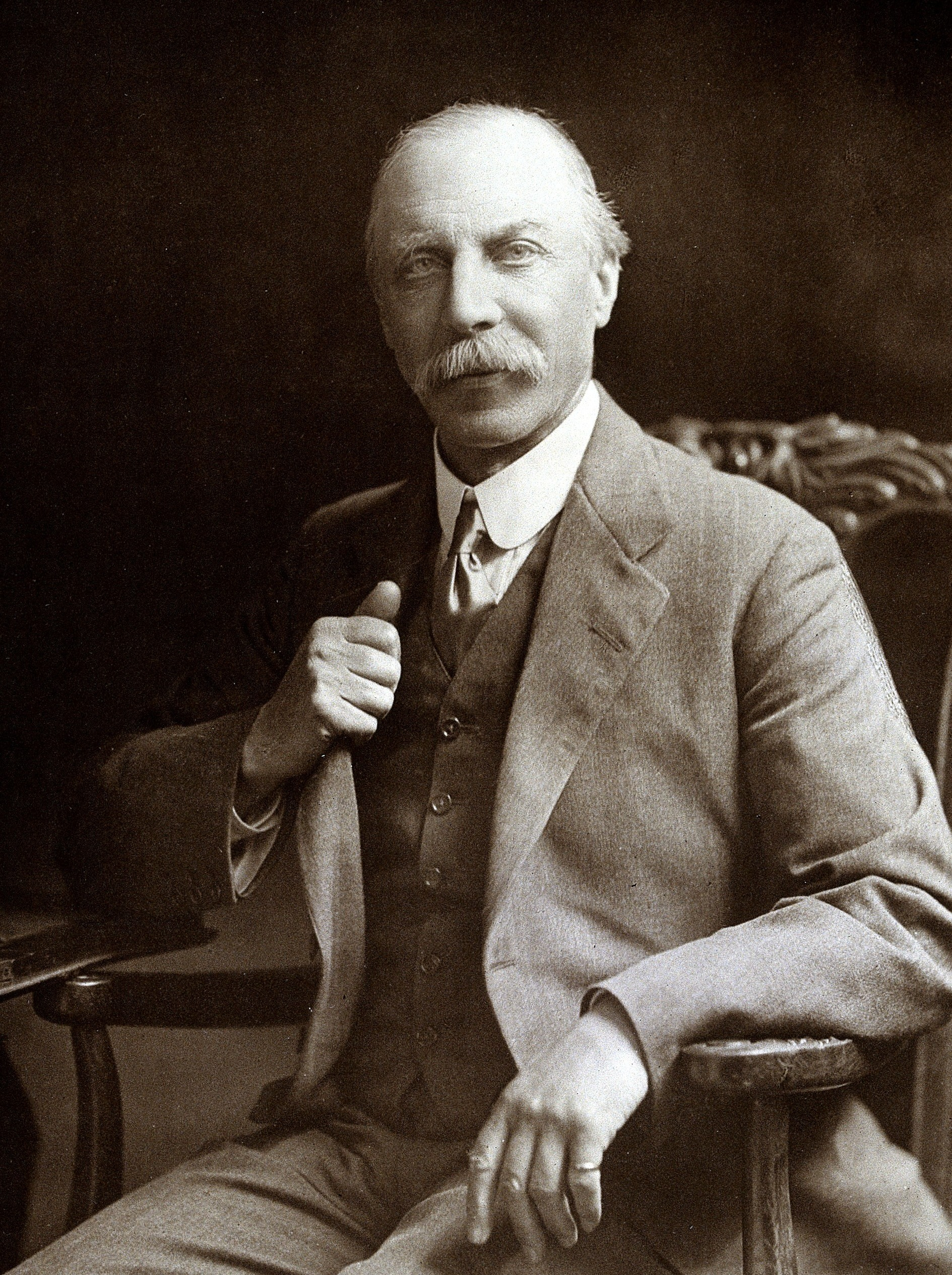
Edward Albert Sharpey-Schafer

Foi nomeado Professor Assistente de Fisiologia Prática em 1874 e foi eleito membro da Royal Society em 1878, quando ele tinha apenas 28 anos de idade. Ele foi professor Fullerian na Royal Institution e tornou-se Jodrell Professor na UCL em 1883, cargo que ocupou até 1899, quando foi nomeado para a cadeira de fisiologia da Universidade de Edimburgo (substituindo o falecido William Rutherford), onde permaneceu até sua aposentadoria em 1933 e tornar-se Professor Emérito a partir de então. Sua cadeira foi preenchida pelo Prof Ivan De Burgh Daly.
Em 1900 ele foi eleito um membro da Royal Society of Edinburgh. Seus proponentes foram Sir William Turner, Alexander Crum Brown, Sir John Murray e Alexander Buchan. Ele serviu como vice-presidente da Sociedade de 1913 a 1917 e como presidente de 1929 a 1934. Ele ganhou o Neill Prize da Society de 1919 a 1921.
Em 1902, ele contratou o arquiteto escocês Robert Lorimer para projetar Marly Knowe, uma substancial casa de Artes e Ofícios na cidade costeira de North Berwick, a leste de Edimburgo.
Schafer foi um membro fundador da Sociedade Fisiológica e de 1908 até 1933 editou o Quarterly Journal of Experimental Physiology. Ele foi o destinatário de muitos honorários e medalhas de prestígio, tanto em casa como no exterior e seu livro sobre os fundamentos da histologia chegou a dezesseis edições entre 1885 e 1954. Ele introduziu o extrato supra-renal (contendo adrenalina e outras substâncias ativas) na medicina.[carece de fontes?] Schafer tornou-se um membro da Royal Society em 1878, foi presidente da British Science Association em 1911-1912, foi presidente da British Medical Association em 1912.
Ele foi condecorado pelo rei George V em 1913.
Ele morreu em casa em North Berwick em 29 de março de 1935.

## Familia
Foi casado duas vezes, primeiro em 1878 com Maud Dixey e depois de sua morte em 1896, em 1900, ele se casou com Ethel Maud Roberts. Teve quatro filhos em seu primeiro casamento, no entanto, ele sobreviveu a três deles: sua filha mais velha morreu em 1905 e seus dois filhos morreram em ação na Primeira Guerra Mundial.
Após a morte de seu filho mais velho, John Sharpey Schafer, o nome de "Sharpey", que tinha sido dado como um nome do meio, foi hifenizado para Schafer, tornando-se depois (a partir de 1918) Sharpey-Schafer. Isso foi em memória de seu filho e também para perpetuar o nome de seu professor, William Sharpey.
Seu neto, Edward Peter Sharpey-Schafer, foi professor de medicina no Hospital St. Thomas, em Londres, de 1948 até sua morte em 1963.
Sua irmã se casou com James Cossar Ewart.

## Alunos
Entre seus alunos estavam James Davidson Stuart Cameron e Alexander Murray Drennan.

## Trabalhos
Além de documentos valiosos sobre a estrutura muscular, sobre a química das proteínas do sangue, sobre a absorção e sobre o ritmo da contração voluntária, ele escreveu:
- A Course of Practical Histology (1877)
- Essentials of Histology (1885; sixth edition, 1902)
- Advanced Text-Book of Physiology by British Physiologists (1898)
- Experimental Physiology (1910)

Editou Elementos de Anatomia de Quain (com G. D. Thane, 8ª, 9ª e 10ª edições)

## Relatos
- Método de Schaefer - (respiração artificial) - Paciente com a testa inclinada em um dos braços: passeie pelo paciente com os joelhos de cada lado dos quadris e pressione com ambas as mãos firmemente as costas sobre as costelas inferiores; em seguida, levante o corpo lentamente, ao mesmo tempo relaxando a pressão com as mãos. Repita este movimento para frente e para trás a cada cinco segundos.

```
     Dicionário Médico de Dorland (
1938
)
```